# Common Locale Data Repository
Common Locale Data Repository (zkracováno CLDR, anglicky znamená zhruba Společné datové úložiště pro locale) je projekt konsorcia Unicode, jehož smyslem je poskytovat lokalizační data pro internacionalizaci a lokalizaci aplikačního software. Data jsou uložena ve formátu XML, přesněji v značkovacím jazyce LDML.

## Poskytovaná data
Jsou poskytovány mimo jiné:
- překlady
  - jmen jazyků
  - jmen písem
  - jmen států
- informace pro zobrazení data a času, tedy
  - jména termínů z kalendáře
  - datumový formát
  - jména časových zón
- informace o zápisu čísel, tedy
  - podoba znamének plus a minus
  - podoba desetinného znaku
- pravidla pro transliteraci
- pravidla pro abecední řazení

## Uživatelé
Data z CLDR používají nejvýznamnější operační systémy, například Microsoft Windows, různé linuxové distribuce, Android, macOS, IOS, FreeBSD. Rovněž jsou používána ve webových službách, například těch poskytovaných Googlem nebo nadací Wikimedia.